# Drax el Destructor
Drax el Destructor (Arthur Douglas) es un superhéroe ficticio que aparece en cómics estadounidenses publicados por Marvel Comics. Creado por el escritor Mike Friedrich y el escritor / artista Jim Starlin, el personaje apareció por primera vez en Iron Man #55 (febrero de 1973).
La historia del origen del personaje se refiere a que Arthur Douglas era un humano cuya familia fue atacada y asesinada por el supervillano Thanos. Al necesitar un campeón para combatir a Thanos, el ser conocido como Kronos tomó el espíritu de Arthur y lo colocó en un cuerpo nuevo y poderoso, y nació Drax el Destructor. Los poderes de Drax incluían fuerza y resistencia mejoradas, vuelo y la capacidad de proyectar explosiones de energía desde sus manos. El personaje a menudo luchaba contra Thanos, y en ocasiones los superhéroes Capitán Marvel y Adam Warlock. También fue miembro del grupo conocido como Guardia del Infinito.
En 2004, el personaje perdió varios poderes: su vuelo y ráfagas de energía, y una porción de su fuerza y resistencia. Esta versión del personaje jugó un papel en los arcos argumentales crossovers de "Annihilation" y "Annihilation: Conquest", y se convirtió en miembro de los relanzados Guardianes de la Galaxia.
Drax ha aparecido en una variedad de mercancía asociada con Marvel, incluyendo series animadas de televisión y videojuegos. Fue interpretado por el luchador profesional del WWE llamado Dave Bautista en el Universo cinematográfico de Marvel, que aparece en Guardianes de la Galaxia (2014), Guardianes de la Galaxia vol. 2 (2017), Avengers: Infinity War (2018) sufrido por el chasquido, Avengers: Endgame (2019), Thor: Love and Thunder (2022), The Guardians of the Galaxy Holiday Special (serie de televisión de Disney+ de 2022) y Guardianes de la Galaxia vol. 3 (2023). Drax también apareció en la serie animada de Disney+ What If...? (2021).

## Historial de publicación
Drax apareció por primera vez en The Invincible Iron Man # 55 (febrero de 1973), y fue creado por Jim Starlin con la ayuda del escritor Mike Friedrich. Tuvo un papel recurrente en Captain Marvel, comenzando con el número 27 (julio de 1973). También apareció en Warlock # 10 (diciembre de 1975), Iron Man # 88 (julio de 1976), Warlock # 15 (noviembre de 1976), Logan's Run # 6 (junio de 1977), Thor # 314 (diciembre de 1981) y Avengers # 219. (mayo de 1982), antes de ser asesinado por Dragón Lunar en Avengers # 220 (junio de 1982).
Starlin resucitó Drax en Silver Surfer vol 3 # 35 (1990), y tuvo un papel recurrente hasta el número 50. Después de aparecer en The Infinity Gauntlet # 1–6 (1991), apareció en Warlock and the Infinity Watch # 1– 42 (1992–1995) como miembro del equipo titular, la Guardia del Infinito. El personaje reapareció en Warlock vol. 3 # 1–4 (1998–1999) y Captain Marvel vol. 4 # 4–6 (2001).
Drax recibió una miniserie de 4 números del mismo nombre en 2004, y fue un personaje protagonista en Annihilation: Nova # 1–4 (2005) y Annihilation # 1–6 (2006). Después de una aparición de seguimiento en Nova vol 4 # 4–7 (2007) y la historia de " Annihilation: Conquest " de 2008, apareció como miembro del equipo en el relanzamiento de Guardianes de la Galaxia en 2008, y apareció en la serie de 25 números. del mismo nombre. El personaje tuvo un pequeño papel en The Thanos Imperative # 1–3 (2010), en el que fue asesinado.
El personaje reapareció en los números 4–8 de Avengers Assemble (junio a octubre de 2012), sin referencia a su muerte. Él protagoniza Guardianes de la galaxia vol. 3, una parte de Marvel NOW! relanzamiento.

## Historia del personaje

### Creación y primeros años
Mientras conducía a través del desierto con su esposa e hija, el auto de Arthur Douglas es atacado por una nave espacial pilotada por Thanos, quien piensa que los humanos lo han visto. Su hija, Heather, sobrevive al ataque y es adoptada por el padre de Thanos, Mentor, y criada en Titán. Ella más tarde se convierte en Dragón Lunar.
Necesitando a un campeón para luchar contra Thanos, Mentor y el dios de Titán, Kronos, capturan el espíritu de Arthur y lo colocan en un nuevo y poderoso cuerpo. Él es rebautizado como "Drax el Destructor", y su único propósito es matar a Thanos. Junto a Iron Man, Drax lucha contra Thanos y los Hermanos Sangre, pero Thanos escapa. Al tratar de evitar que Thanos consiguiera el Cubo Cósmico, los recuerdos de Drax son restaurados. Después de ver al Capitán Marvel derrotar a Thanos, Drax ataca al Capitán Marvel por robarle su propósito. Drax divaga por el espacio en sombría contemplación, en busca de un resucitado Thanos. En el momento en que se entera de que Thanos había logrado materializarse a sí mismo, Thanos una vez más había sido destruido en una batalla contra el Capitán Marvel, los Vengadores y Adam Warlock. Junto al Capitán Marvel, Drax lucha contra ISAAC, Stellarax, Lord Gaea, Elysius y Caos.
Algún tiempo después, Drax, poseído por una entidad extraterrestre, lucha contra su hija, Dragón Lunar, y el superhéroe Thor. Después de que Drax se recupera, él y Dragón Lunar viajan por el espacio en busca de conocimiento. Finalmente, se topan con el planeta Ba-Banis, un mundo de extraterrestres humanoides atrapados en una vasta guerra civil. Dragón Lunar utiliza sus poderes mentales para calmar el conflicto, y después decide colocarse como la diosa del mundo. Drax reconoce que sus ambiciones son innobles, por lo que envía su nave a la Tierra con un mensaje holográfico de ayuda. Los Vengadores responden y descubren el mundo lleno de tranquilidad forzada de Dragón Lunar. Liberado por los Vengadores del dominio mental de su hija, Drax se dirige a ella, tratando de poner fin a su amenaza. Para detenerlo, Dragón Lunar obliga mentalmente a la esencia de vida de Drax para desocupar su cuerpo artificial.

### Guardia del Infinito
Cuando Thanos es resucitado por la Muerte, Kronos reanima al Destructor y le otorga un mayor poder físico. Sin embargo, Kronos no considera los efectos de la muerte de Drax, y la mente del Destructor conserva el daño hecho por Dragón Lunar. Junto con una multitud de otros héroes, Drax ayuda a evitar que Thanos y Nébula obtengan el Guantelete del Infinito. Drax es elegido por Adam Warlock para proteger la Gema del Poder, como parte de la Guardia del Infinito.
Después de que el vampiro de energía, Rune, roba las Gemas, los miembros de la Guardia se van por caminos separados. Drax regresa a Titán con Dragón Lunar, quien le pide a Kronos que restaure la mente de Drax a su antigua agudeza a costa de una cierta energía física. Por lo tanto, Drax es restaurado a su estado original. Drax es acusado del asesinato de Elysius y varios otros, pero esto desaparece cuando se descubre que la criatura Sifón lo estaba manipulando. Mientras buscaba a Dragón Lunar, Drax entra en un altercado con Genis-Vell. En el curso de esta pelea, Drax es transportado al Microverso con Genis, donde, durante un tiempo, él encuentra aceptación y felicidad en el planeta Ka'i.

### Resurgimiento
Más tarde, Drax es visto en una nave de prisioneros con Paibok, Lunatik, y los Hermanos Sangre. La nave se estrella en Alaska, y Drax ataca a los otros para evitar que causen daño a vidas inocentes. Él confunde a una joven llamada Cammi por su hija, e intenta protegerla de Paibok. Drax aparentemente muere, pero otro Drax más delgado e inteligente emerge del cadáver. Cuando una segunda nave de prisioneros llega para recuperarlos, tanto Drax como Cammi son arrestados.
Sobreviviendo al ataque de Annihilus en la prisión intergaláctica de Kyln, Drax y Cammi unen fuerzas con el último miembro de los Nova Corps Xandarianos, Richard Rider. Juntos, ellos luchan contra la avanzada Ola de Aniquilación, mientras que Drax entrena a Nova para convertirse en guerrero. Drax se entera de que Thanos ha tomado como rehén a Dragón Lunar, y que ella sería asesinada si lo perseguía. Durante una batalla condenada al fracaso entre la Ola de Aniquilación y el Frente Unido, Drax se queda para luchar contra los invasores, mientras que Nova y el resto del grupo (incluyendo Cammi) terminan la evacuación. Drax lucha su camino a la nave nodriza de la Ola de Aniquilación, donde encuentra a Thanos y lo asesina. Drax ayuda a liberar a un cautivo Galactus, quien teletransporta a Dragón Lunar y a Drax hacia un planeta lejano para evitar su ira contra la Ola de Aniquilación. Después, Dragón Lunar dice que Drax simplemente "desapareció". Cammi es vista más tarde, viva, aliada con uno de los poderosos asistentes de Thanos.
Cuando los Phalanx invaden el mundo Kree, Drax es asimilado como un "selecto" de la mente de la colmena Phalanx. Ellos lo envían, junto con Gamora, para aprehender a Nova, quien había huido del planeta. Al seguir a Nova hasta Kvch, el planeta natal de los Technarchy (una raza parental de los Phalanx), Drax y Gamora son liberados de los Phalanx por un Technarch, Tyro. Juntos, ellos vuelven a Hala, donde ayudan a derrotar a Ultron.

### Guardianes de la Galaxia
Star-Lord recluta a Drax en los nuevos Guardianes de la Galaxia. Los Guardianes se ven obligados a aliarse con un resucitado Thanos y viajan a una realidad alternativa conocida como el "Cancerverso". Al experimentar un ataque de locura, Drax ataca a Thanos y es asesinado. Drax aparece más tarde con los Guardianes en la Tierra, sin hacer referencia a su muerte.

## Poderes y habilidades
Los poderes de Drax inicialmente incluían fuerza y resistencia sobrehumanas, así como la habilidad de proyectar rayos de energía cósmica desde sus manos. Él también podía viajar a altas velocidades en el espacio sin aire, comida y agua. Drax también poseía la habilidad de sentir la presencia de Thanos a través de grandes distancias. Después de su resurrección, sus habilidades físicas se incrementaron considerablemente más allá de sus niveles originales, pero sufrió de una severa discapacidad mental en su nueva encarnación. En lugar de su habilidad de sentir a Thanos a través de grandes distancias, ahora él poseía la habilidad de detectar cuando los seres han estado en contacto reciente con Thanos, y una capacidad premonitoria para detectar cuando los seres se pondrán en contacto con Thanos en un futuro próximo. Durante un tiempo, Drax poseyó la Gema del Poder, la cual tenía la capacidad de dotarle facultades físicas sobrehumanas sin límite factible. Sin embargo, a causa de su muy reducido intelecto, él carecía la capacidad mental y la imaginación para utilizar la Gema en algo que no fuera solamente el fortalecimiento de su fuerza física. Mientras poseía la Gema, la fuerza de Drax podía ser comparada con la de las diferentes encarnaciones combinadas de Hulk, aunque carecía del poder de alimentar su rabia. Justo antes de la miniserie de 2006, "Annihilation", y continuando hasta el presente, Drax sufrió un cambio físico, el cual dio como resultado una menor forma física, ya que sus poderes físicos sobrehumanos fueron reducidos en gran medida a un nivel comparable a los de su forma original, además de perder su proyección de energía y el vuelo. Sin embargo, su intelecto volvió a su nivel original, y tomó el gusto de utilizar cuchillos en la batalla. Al menos temporalmente, él tuvo la capacidad de pasar a través del campo de fuerza de Thanos.

## En otros medios

### Televisión
- Drax aparece en el episodio de la serie animada de Silver Surfer titulado "Learning Curve", con la voz de Norm Spencer. Él es un androide y un compañero de Mentor.
- Drax el Destructor aparece en el episodio de Ultimate Spider-Man de la segunda temporada, titulado "Guardianes de la Galaxia", con la voz de David Sobolov. Él es visto como un miembro de los Guardianes de la Galaxia. En la tercera temporada, el episodio titulado "El Regreso de los Guardianes de la Galaxia", Drax el Destructor fue visto recuperándose en la nave espacial de los Guardianes cuando aterrizan en la Tierra en el momento cuando Titus y los Chitauri buscan el casco de Nova. Drax se recupera a tiempo para ayudar a luchar contra las fuerzas de Titus.
- Drax el Destructor aparece en el episodio de Avengers Assemble titulado "Guardianes y Caballeros del Espacio", una vez más con la voz de David Sobolov. En la segunda temporada, "Widow Escapa", cuando él y los Guardianes son expuestos por las Gemas del Infinito y se enfrentan a los Vengadores, hasta que son teletransportados fuera de la Tierra y en "Thanos Victorioso", los Guardianes apresan a Thanos hasta llevarlo a la justicia.
- David Sobolov repite su papel como Drax en los episodios de Hulk y los agentes de S.M.A.S.H. titulados "Un Golpe Maravilloso"[37] y en la segunda temporada "Guardianes de la Galaxia" y "Planeta Monstruo, parte 2".
- Drax aparece en los episodios 24 y 25 de Marvel Disk Wars: The Avengers, con la voz de Yoshinori Sonobe.
- David Sobolov repite su papel como Drax en la serie animada de Guardianes de la Galaxia.[38] En el episodio de "Orígenes" se demostró que Drax se entregó a los Nova Corps a cambio de que los alienígenas con él que fueron secuestrados por Ronan el Acusador son devueltos a sus planetas. En "Juegos Encubiertos", Drax gritó el Grito Wilhelm después de que Supergiant lo arrojara.
- Drax aparece en Lego Marvel Super Heroes - Guardianes de la Galaxia: La amenaza de Thanos, expresada nuevamente por David Sobolov.[39]

### Universo cinematográfico de Marvel
- Dave Bautista interpreta a Drax en las películas de acción en vivo de Marvel Studios:
  - En la película del 2014, Guardianes de la Galaxia. Drax es un extraterrestre cuya familia fue asesinada por Ronan el Acusador. Jurando venganza previo a su encarcelamiento, Drax intenta matar a Gamora. Él sólo decide no hacerlo cuando Peter Quill lo convence de que mantenerla con vida atraerá a Ronan, su verdadero objetivo, a él, y entonces él podrá tener su venganza. Sin embargo, cuando Ronan, buscando tanto a Gamora como la Gema del Poder, encuentra a los aún-no-formados Guardianes en Knowhere, Drax es rápidamente derrotado y casi asesinado, y Ronan se va con la Gema. Groot salva la vida de Drax, ayudándolo a darse cuenta de que Groot, Rocket, y los otros prontos-a-ser Guardianes son los únicos verdaderos amigos que tiene. Después de ayudar al dúo de mapache-árbol a salvar a Star-Lord y a Gamora de los Saqueadores, Drax se une a los cuatro de ellos en su plan para detener a Ronan. A pesar de ser derrotado antes por el propio Acusador, Drax derrota fácilmente a varios de sus soldados con su fuerza, habilidad, y sus distintivos cuchillos duales. En el clímax de la película, él se une a Star-Lord, Gamora y Rocket en sostener la Gema del Poder para vencer a Ronan. Más tarde, Drax confía ya en Gamora que su venganza debe extenderse a Thanos, pero ella le asegura que su familia ha sido vengada y descansará en paz, pero aun así desea acabar con Thanos ya que Ronan fue una marioneta. Drax se va de Xandar en la Milano (la nave espacial de Quill) con los otros Guardianes de la Galaxia.
  - En Guardianes de la Galaxia vol. 2 (2017) Drax lucha con los Guardianes contra un monstruo interdimensional, el Abilisk, cuando decide ser tragado por la criatura y acabarla desde adentro. Al escapar de los Soberanos, llega con los Guardianes a un planeta cercano, donde conocen al padre de Quill, Ego y a su asistente personal, Mantis, cuando Drax se refiere a ella como la mascota de Ego. Al descubrir el plan de Ego por Mantis, él y los Guardianes deben luchar para evitar que Ego use en el despertar de las semillas que ha plantado cada planeta en sus viajes.
  - Drax aparece con su equipo en la tercera entrega de Avengers: Infinity War (2018).[40][41] En la película, él y los Guardianes rescatan a Thor de los restos de la nave de refugiados asgardianos, y se entera de la búsqueda de Thanos por las Gemas del Infinito. Él va con Quill, Gamora y Mantis a Knowhere, donde Thor les dice que Thanos buscará la Gema de la Realidad. Al llegar, aprovecha su oportunidad jurando matar a Thanos al querer vengar a su esposa e hija, pero Quill lo impide. Después de que Thanos se va con Gamora, Drax, Peter y Mantis van a Titán y se encuentran con Iron Man, Doctor Strange y Spider-Man y finalmente luchar contra Thanos cuando llegue al planeta. Los héroes ganan brevemente la ventaja, con Mantis sojuzgándolo con sus poderes, pero cuando Peter al enterarse de que Thanos ha matado a Gamora, pierde el control y ataca al Titán Loco, rompiendo el dominio de Mantis. Después de que Thanos completa el Guantelete del Infinito y mate la mitad de toda la vida en el universo, Drax está entre los que mueren.
  - Drax regresa en Avengers: Endgame (2019). Es restaurado a la vida por Bruce Banner al usar el Guantelete del Infinito, donde se une a los Vengadores, el ejército de Asgard y de Wakanda, para enfrentar a Thanos y su ejército. Al final, después de la derrota de Thanos, asiste al funeral de Stark.
  - Drax aparece en Thor: Love and Thunder (2022), luego de que los Guardianes responden a una señal de una tribu de Indigarrianos, que había sido atacada por Habooksa el Horrible y un ejército de Booskan, antes de que Thor siguiera solo su camino.
  - Drax aparece en The Guardians of the Galaxy Holiday Special (2022). Más tarde, después de que Thor sigue su propio camino, los Guardianes compran Knowhere al Coleccionista, y Drax ayuda mientras trabajan para restaurarlo. Cuando Quill se siente deprimido por la pérdida de su relación con Gamora, Drax se une a los Guardianes para intentar darle una Navidad significativa secuestrando una versión ficticia del actor Kevin Bacon en el universo como regalo para Quill. Drax y Mantis aterrizan en Hollywood, Los Ángeles, sin darse cuenta ganan dinero como músicos callejeros que posan para fotografías en el Paseo de la Fama de Hollywood y se emborrachan en un bar antes de que un vendedor de mapas estelares les diga dónde encontrar la casa de Kevin Bacon.
  - Drax aparece en Guardianes de la Galaxia vol. 3 (2023). Después de que Knowhere es reconstruido, él y los Guardianes son atacados por Adam Warlock y Rocket resulta gravemente herido, e incapaz de atender sus heridas debido a un interruptor de muerte incrustado en él. El equipo decide viajar al Orgoscopio, sede de la compañía Orgocorp del Alto Evolucionador, con la esperanza de encontrar un código de anulación. Mientras luchan contra el Alto Evolucionador, Drax, Mantis y Nebula encuentran una horda de niños encarcelados en la nave del Alto Evolucionador antes de ser capturados. Después de escapar y derrotar al ejército de Alto Evolucionador, los Guardianes deciden disolverse, y Nebula y Drax permanecen en Knowhere para criar a los niños rescatados.

### Videojuegos
- Drax hace una aparición cameo, siendo visto como una estatua congelada al fondo de las etapas de Thanos en Marvel Super Heroes. Una vez que Thanos es derrotado por cualquiera de los superhéroes, él es descongelado y los héroes son salvados.
- Drax el Destructor aparece como un personaje jugable en Lego Marvel Super Heroes, con la voz de David Sobolov.
- Drax aparece como un personaje desbloqueable en Marvel: Avengers Alliance.
- Drax aparece como un personaje auxiliar desbloqueable en Marvel Heroes, nuevamente con la voz de David Sobolov.[42]
- Drax aparece como un personaje jugable en Marvel Puzzle Quest.[43]
- Drax es un personaje de Equipo no jugable en Marvel Heroes. Él puede ser convocado para ayudar a héroes en combate si es comprado o desbloqueado.
- Drax es un personaje jugable en el videojuego Disney Infinity: Marvel Super Heroes, junto con los otros miembros de los Guardianes de la Galaxia.
- Drax es un personaje desbloquable y jugable en el juego Marvel: Contest of Champions, junto con otros miembros de los Guardianes de la Galaxia, como Gamora, Star-Lord y Rocket Raccoon.
- Drax es un personaje jugable en Lego Marvel Super Heroes 2.
- Drax es un personaje jugable en Marvel Strike Force, con Dave Bautista retomando su papel.[44]
- Drax aparece en Marvel's Guardians of the Galaxy[45] con la voz de Jason Cavalier.[42]